# Старововчинецька сільська рада
Старововчине́цька сільська́ ра́да — адміністративно-територіальна одиниця та орган місцевого самоврядування у Глибоцькому районі Чернівецької області. Адміністративний центр — село Старий Вовчинець.

## Загальні відомості
- Населення ради: 2 208 осіб (станом на 2001 рік)

## Населені пункти
Сільській раді підпорядковані населені пункти:
- с. Старий Вовчинець
- с. Біла Криниця

## Склад ради
Рада складається з 18 депутатів та голови.
- Голова ради: Остафійчук Петро Радулович
- Секретар ради: Лазареску Домка Миронівна

### Керівний склад попередніх скликань
| Прізвище, ім'я, по батькові | Основні відомості                                                 | Дата обрання | Дата звільнення |
| --------------------------- | ----------------------------------------------------------------- | ------------ | --------------- |
| Остафійчук Петро Радулович  | Сільський голова, 1966 року народження, освіта вища, позапартійна | 26.03.2006   | 31.10.2010      |
| Остафійчук Петро Радулович  | Сільський голова, 1966 року народження, освіта вища, безпартійний | 31.10.2010   |                 |

Примітка: таблиця складена за даними сайту Верховної Ради України

### Депутати
За результатами місцевих виборів 2010 року депутатами ради стали:

#### За суб'єктами висування
| Суб'єкт висування | Кількість обраних депутатів | %   |
| ----------------- | --------------------------- | --- |
| Самовисування     | 18                          | 100 |

#### За округами
| № округу | Прізвище, ім'я, по батькові  | Дата визнання обраним | Освіта           | Партійна приналежність | Відомості про обраного депутата                         |
| -------- | ---------------------------- | --------------------- | ---------------- | ---------------------- | ------------------------------------------------------- |
| 1        | Збіглий Сергій Радович       | 05.11.2010            | вища             | позапартійний          | станція Вадул-Сірет, начальник                          |
| 2        | Куляк Юрій Теофілович        | 05.11.2010            | вища             | позапартійний          | станція Вадул-Сірет, інспектор                          |
| 3        | Остафійчук Вероня Григорівна | 05.11.2010            | вища             | позапартійна           | Старововчинецька сільська рада, соціальний працівник    |
| 4        | Заболотнюк Микола Васильович | 05.11.2010            | середня          | позапартійний          | тимчасово не працює                                     |
| 5        | Балан Оліяна Василівна       | 05.11.2010            | незакінчена вища | позапартійна           | БНТР, директор                                          |
| 6        | Пашняк Микола Васильович     | 05.11.2010            | вища             | позапартійний          | Сектор ВМО № 40, начальник                              |
| 7        | Кушнір Олексій Козьмович     | 05.11.2010            | середня          | позапартійний          | приватний підприємець                                   |
| 8        | Панцир Василь Іванович       | 05.11.2010            | вища             | позапартійний          | ППВ станції Вадул-Сірет, машиніст                       |
| 9        | Барарюк Олег Васильович      | 05.11.2010            | середня          | позапартійний          | станція Вадул-Сірет, механік дистанції                  |
| 10       | Лазареску Домка Миронівна    | 05.11.2010            | вища             | позапартійна           | Старововчинецька сільська рада, секретар                |
| 11       | Сигедін Ярослав Васильович   | 05.11.2010            | вища             | позапартійний          | Старововчинецька сільська рада, землевпорядник          |
| 12       | Остафійчук Ілля Теофілович   | 05.11.2010            | середня          | позапартійний          | приватний підприємець                                   |
| 13       | Горечка Віктор Васильович    | 05.11.2010            | вища             | позапартійний          | тимчасово не працює                                     |
| 14       | Сидоряк Дмитро Драгушович    | 05.11.2010            | вища             | позапартійний          | Вадул-Сиретська митниця, інспектор ЧОМ                  |
| 15       | Остафійчук Петро Іванович    | 05.11.2010            | вища             | позапартійний          | Лісництво, старший майстер лісу                         |
| 16       | Барарюк Василь Іванович      | 05.11.2010            | вища             | позапартійний          | Старововчинецька загальноосвітня школа, вчитель історії |
| 17       | Оленюк Степан Петрович       | 05.11.2010            | середня          | позапартійний          | ТОВ «Нива», головний інженер                            |
| 18       | Беспалько Ганна Іванівна     | 05.11.2010            | середня          | позапартійна           | тимчасово не працює                                     |